# 萩原吉太郎
萩原 吉太郎（はぎわら きちたろう、1902年（明治35年）12月15日 - 2001年（平成13年）8月8日）は、日本の実業家。北海道炭砿汽船（北炭）、札幌テレビ放送（STV）社長などを務めた。

## 経歴・人物
埼玉県蕨町（現：蕨市）で生まれる。1926年（大正15年）慶應義塾大学経済学部を卒業。在学中は吉田茂内閣の文相となる高橋誠一郎教授に認められ、学校に残ることを勧められたほどであった。

### 北炭社長
卒業後、三井合名に入社。常務理事から北炭会長に転じる島田勝之助の目に留まり、1940年（昭和15年）、島田に同道する。1889年（明治22年）に創業の北炭は、当初、道内の炭鉱開発と鉄道敷設に関わっており、北海道開発の中心だった。その後、鉄道は政府に買い上げられ、炭鉱開発と海運に集中する。1947年（昭和22年）に常務、55年には社長制が敷かれ初代社長に就任した。これは児玉誉士夫の協力により、対立していた万仲余所治に競り勝つ形で実現したものである。
1958年（昭和33年）、子会社として北海道不動産を設立し、北炭が従来持っていた不動産などを活用して、炭鉱が斜陽化した時期に観光産業に参入し多角化を図った。
1967年（昭和42年）に北炭会長に退くが、69年社長に復帰し夕張新鉱開発を推進する。だが、81年10月、北炭夕張新炭鉱ガス突出事故が発生。その責任を取る形で会長を辞任し、翌年に夕張新炭鉱は閉山に追い込まれた。こののち、北炭は89年までにすべての炭鉱を閉山し、95年に会社更生法の適用を申請し経営破綻した。
「政商」と呼ばれ、児玉、永田雅一と古くから親交を結んでいたほか、三木武吉、大野伴睦、河野一郎ら党人派政治家と交流を持ち、事業においても政治力を駆使してきたが、エネルギー革命の波に抗うことは出来なかった。
昭和の大横綱である大鵬幸喜の後援会会長に就任し、結婚式では媒酌人も務めた。1961年（昭和36年）5月には日本相撲協会運営審議委員会委員に就任し、1990年（平成2年）からは第4代運審委員長となった。
2001年8月8日、慢性呼吸不全のため慶應義塾大学病院で死去。98歳没。

### 札幌テレビ放送の設立に参加
北海道では北海道新聞が北海道放送（HBC）を立ち上げ、1952年（昭和27年）ラジオを開局し、57年、テレビ局を開局した。HBCがテレビを開局して間もない頃から北海道開発審議会を中心に、「北海道にも第2の民放を」との声が上がり、そうした勢いに押されて3社が申請を出した。そのうちの一つ「札幌テレビ」の中心勢力が道内2番手の地方紙・北海タイムス（1998年廃刊）だった。この時、北海タイムス社長の菊地吉次郎は、創業以来の大株主である北炭の社長を務め、北海道開発の実力者ある萩原の存在は不可欠と考え、STVの開局に担ぎ出した。
はじめ萩原は参加を渋っていたが、田中角栄郵政相は北海道の免許問題を捌くには萩原しかないと考えており、「萩原の経営参加は免許の条件だ」として、萩原が乗り出さなかれば免許を取り消すと強硬だった。萩原に近い川島正次郎自民党幹事長のとりなしもあって、萩原はSTVの経営に関わることになった。ネットに関しては開局の3ヵ月前、1958年（昭和33年）12月、日本テレビと協定が成立。教育番組に関してはNET（現：テレビ朝日）からネットを受けた。
役職は会長→社長（1965.11.26-）→会長（1973.5.24-）→相談役（1982.11.1-）→取締役相談役（1994.6.29-2001.4.27）を歴任した。

### 児玉誉士夫との関係
1949年（昭和24年）、児玉が巣鴨プリズンを出所した直後、萩原邸に「昔、（右翼の領袖から）あなたのことを聞いたことを思い出した」として会いに来た。児玉は萩原邸の裏の池で釣りをしたいと申し出て、毎朝、釣りをしに萩原邸に通ううちに親交が深まったという。ロッキード事件が発覚後、児玉のことを聞かれた際には「私の親友だけに、そういう質問が一番困る」、「コダマには昔からいい面と悪い面があった。ケリがついたらいい面を生かして立ち直るように」と答えた。

## 著書
- 池田亀三郎、犬丸徹三、奥村綱雄、東郷青児、中山義秀、萩原吉太郎、諸井貫一『私の履歴書〈第12集〉』日本経済新聞社、1961年11月。
  - 佐藤貢、萩原吉太郎、諸井貫一、和田完二、石塚粂蔵、塚田公太、福田千里、松尾静磨、市村清『私の履歴書 経済人 5』日本経済新聞社（復刻版）、2004年6月。
- 『一財界人、書き留め置き候』講談社、1980年11月。
- 『私の人生』財界さっぽろ、1984年3月。
- 『隨緣眞如』青娥書房（私家版）、1998年5月。

### 注
1. ↑  夕張炭鉱の労組弾圧、切り崩しに従事していた。萩原の隠し子を養女として引取り、入籍させた。互助関係は息子の代にわたる。萩原系の札幌テレビ放送、児玉関連企業の博栄商事・八州観光開発・熱海観光道路の各社で、萩原次郎、児玉博隆の二人が取締役に就いた。
2. ↑  常務時代に労組と組んだ協約がGHQの呼び出しで甘さを追及されていた。
3. ↑  北炭観光開発、三井観光開発を経てグランビスタ ホテル&リゾート。2015年4月サンケイビルが完全子会化。